# Église Saint-Pierre de Saint-Pierre-lès-Franqueville
L'église Saint-Pierre est une église située à Saint-Pierre-lès-Franqueville, en France.

## Description
Lire l'exhaustive description de l'église faite par M. Leroy, instituteur, dans sa monographie sur le village de Saint-Pierre-lès-Franqueville sur le site des Archives Départementales de l'Aisne en 1880 .

## Localisation
L'église est située sur la commune de Saint-Pierre-lès-Franqueville, dans le département de l'Aisne.

## Historique
Le monument est inscrit au titre des monuments historiques en 1989.